# Nubeena
Nubeena är en ort i Australien. Den ligger i kommunen Tasman och delstaten Tasmanien, i den sydöstra delen av landet, omkring 42 kilometer sydost om delstatshuvudstaden Hobart. Antalet invånare är 276.
Runt Nubeena är det mycket glesbefolkat, med 3 invånare per kvadratkilometer.. Närmaste större samhälle är Port Arthur, nära Nubeena. 
Genomsnittlig årsnederbörd är 731 millimeter. Den regnigaste månaden är juli, med i genomsnitt 89 mm nederbörd, och den torraste är februari, med 42 mm nederbörd.